# Saint Louis Ben Millers
I Saint Louis Ben Millers Soccer Club era una società calcistica statunitense, con sede a St. Louis (Missouri).

## Storia
Fondati da Ben W. Miller (Ben W. Miller Hat Company), le squadre della St. Louis Soccer League dipendevano dalle sponsorizzazioni da cui prendevano il nome.
Vinsero una volta della National Challenge Cup (US Open Cup) nel 1920.

## Palmarès

### Competizioni nazionali
- U.S. Open Cup: 1

1919-1920

### Competizioni regionali
- St. Louis Soccer League: 7

1915-1916, 1916-1917, 1917-1918, 1919-1920, 1924-1925, 1925-1926, 1926-1927

### Altri piazzamenti
- U.S. Open Cup:

Finalista: 1925-1926
- St. Louis Soccer League:

Secondo posto: 1913-1914, 1914-1915, 1920-1921, 1931-1932, 1933-1934